# Millena
Millena, antigament Billeneta o Billena del Travadell, és un municipi del País Valencià a la comarca del Comtat.
Un 80,12% dels habitants parlen valencià segons dades de 2001.

## Geografia
És el poble més alt de la Vall de Travadell. El seu terme compta amb 9,8 km² i força paratges com la penya El Corb, Els Cauets, penya del Diable, amb pintures rupestres, la cova dels Xiulitets, la font de l'Aueta, les serres de l'Almudaina i la Serrella, el riu Seta, la font de Dalt, la font de Baix.

## Història
La població té l'origen en una masia musulmana situada als voltants de l'històric castell de Travadell. Raimon de Carreras, en 1248, fou el primer cristià a rebre terres en un intent, que començà en 1243, de repoblar amb cristians; tanmateix la població continuà sent morisca.
El seu primer senyor, en 1270, fou Roger de Llúria i a la seua mort passà a sa muller na Saurina d'Entença. En 1325, per herència a sa filla Margarida de Llúria que maridà amb el comte de Terranova. En 1358, regnant Pere IV torna a la Corona la qual ven Billeneta a la reina Elionor. En 1361 és batle Berenguer Rocha, en 1394 és propietat de Francesc de Casa Saja, en 1409 retorna a la Corona, en 1431 Alfons el Magnànim la dona a Raimon de Perellós, en 1432 es fan reparacions en el castell i és donada pel rei a Guillem de Vich i, de seguida, torna de bell nou a la Corona, en 1455, mitjançant permuta cau en mans de Sancho Ruiz de Lihori, vescomte de Gallando, en 1500 passa als Folch de Cardona, comtes de Guadalest, posteriorment passa a senyoriu dels marquesos d'Ariza, que ja mantenen la jurisdicció fins a l'abolició dels senyorius en el segle xix. L'expulsió morisca va suposar un fort daltabaix demogràfic. Des de l'any 1535 la seua parròquia va dependre de la de Gorga. Va pertànyer a la Governació de Xàtiva fins a 1707 i des de Felip V fins al 1833 al Corregiment d'Alcoi.

## Política i govern
El Ple de l'Ajuntament està format per 5 regidors. En les eleccions municipals de 26 de maig de 2019 foren elegits 4 regidors del Partit Socialista del País Valencià (PSPV) i 1 del Partit Popular (PP).
Anteriorment, en 2015 tingueren el mateixos regidors: 4 el PSPV i 1 el PP.
En 2011 foren 4 del PSPV i 1 de Compromís, quedant el PP fora del consistori per 11 vots.
En les eleccions del 2007 el PSPV obtingué 4 regidors per 1 del PP.
En les eleccions del 2003 el PSPV obtingué els 5 regidors que componien l'ajuntament.

### Alcaldia
Des de 1991 l'alcalde de Millena és César Francisco García Bonet del Partit Socialista del País Valencià (PSPV).
| Període                       | Alcalde o alcaldessa         | Partit polític | Data de possessió | Observacions |
| ----------------------------- | ---------------------------- | -------------- | ----------------- | ------------ |
| 1979–1983                     | Fernando Selles Nadal        | UCD            | 19/04/1979        | --           |
| 1983–1987                     | Juan Gadea Juan              | AIM            | 28/05/1983        | --           |
| 1987–1991                     | Lucio Cantó Company          | PSPV-PSOE      | 30/06/1987        | --           |
| 1991–1995                     | César Francisco García Bonet | PSPV-PSOE      | 15/06/1991        | --           |
| 1995–1999                     | César Francisco García Bonet | PSPV-PSOE      | 17/06/1995        | --           |
| 1999–2003                     | César Francisco García Bonet | PSPV-PSOE      | 03/07/1999        | --           |
| 2003–2007                     | César Francisco García Bonet | PSPV-PSOE      | 14/06/2003        | --           |
| 2007–2011                     | César Francisco García Bonet | PSPV-PSOE      | 16/06/2007        | --           |
| 2011–2015                     | César Francisco García Bonet | PSPV-PSOE      | 11/06/2011        | --           |
| 2015–2019                     | César Francisco García Bonet | PSPV-PSOE      | 13/06/2015        | --           |
| 2019-2023                     | César Francisco García Bonet | PSPV-PSOE      | 15/06/2019        | --           |
| Des de 2023                   | n/d                          | n/d            | 17/06/2023        | --           |
| Fonts: Generalitat Valenciana |                              |                |                   |              |

## Economia
L'economia, basada en l'agricultura de secà, ha incidit en la regressió de la població, que ha emigrat a nuclis industrials com ara Alcoi i Cocentaina. Malgrat tot el secà i l'almàssera o trull d'oli que hi manté la família Ferrando són els únics recursos econòmics del lloc. També hi ha certa activitat en l'àmbit del turisme rural.

## Demografia
| Població | 465 | 401 | 354 | 332 | 291 | 290 | 283 | 256 | 229 | 165 | 140 | 141 | 182 | 178 | 186 | 195 |

## Llocs d'interès i gastronomia

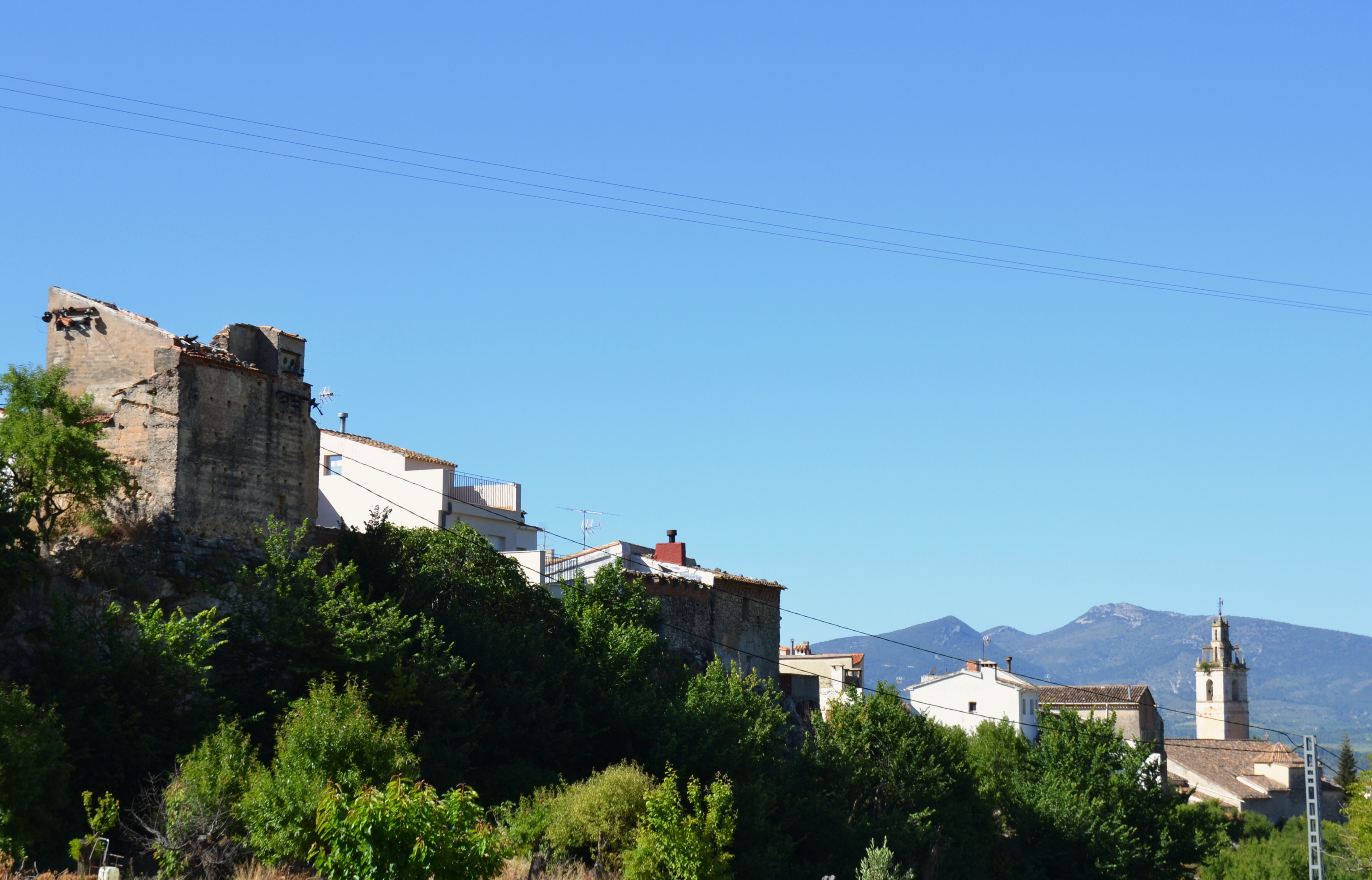
La torre i el campanar de l'església de sant Josep

És un poble menut i tranquil però que compta amb important patrimoni:
- Castell de Travadell: És d'origen musulmà i es diu que té túnels i passadissos que foraden tot el Morro del Salt, cim sobre el qual s'ubica. Està totalment en ruïnes.
- Església de sant Josep: Al seu museu parroquial es conserva una creu de nacre feta a Terra Santa en el segle xviii. També hi ha un quadre atribuït a El Greco.
- Torre de Millena: Declarada BIC en 1985.
- Diverses cases pairals arreu de la població.
- Om tricentenari que presidix la plaça de l'Església.

La gastronomia presenta els plats típics de la comarca: pericana, borreta i olleta. Són recomanables els bunyols de carabassa.

## Festes
El segon diumenge de juliol s'hi celebren les festes majors en les quals s'encenen fogueres i es fa la "plantà del xop" que simbolitza la fecundació de la terra.